# Kim Mi-hwa
Kim Mi-Hwa (김미화?; 21 marzo 2002) è una tuffatrice nordcoreana.

## Biografia
Nel 2025 si classifica terza ai campionati mondiali di Singapore nel sincro 10 metri, insieme a Jo Jin-mi.

## Palmarès
- Mondiali

Singapore 2025: bronzo nel sincro 10m.
- Giochi asiatici

Jakarta 2018: bronzo nel sincro 3m.